# Герстунген
Герстунген (нім. Gerstungen) — громада в Німеччині, розташована в землі Тюрингія. Входить до складу району Вартбург.
Площа — 75,51 км2. Населення становить 9011 ос. (станом на 31 грудня 2021).